# Il terribile vecchio
Il terribile vecchio (TheTerrible Old Man), in alcune versioni Il vecchio terribile, è un racconto breve di Howard Phillips Lovecraft scritto il 28 gennaio del 1920. Venne pubblicato per la prima volta su The Tryout nel luglio del 1921 e poi, nel numero dell'agosto 1926, dalla rivista Weird Tales.
Il critico Peter Cannon, esperto delle opere di Lovecraft, ha criticato il racconto per i suoi contenuti meramente xenofobici e razzisti.

## Trama
Ambientato nella cittadina di Kingsport, il racconto introduce un uomo molto anziano, tanto che nessuno in città si ricorda della sua giovinezza, che vive come un recluso, lasciando anche il suo nome sconosciuto agli abitanti. L'uomo vive in una vecchia casa coloniale in Water Street, e si mormora che fosse il capitano di una nave mercantile e che commerciasse con le Indie orientali, accumulando un'enorme ricchezza e cimeli inestimabili della regione. Tuttavia, viene evitato dalla gente del posto, e i pochi che lo conoscono e che sono stati a casa sua riferiscono di aver visto strane pietre in cortile e che l'uomo conversa con bizzarre "bottiglie" che rispondono alle domande con vibrazioni.
Tre giovani ladri, Angelo Ricci, Joe Czanek e Manuel Silva, avendo sentito le storie sulle presunte ricchezze del vecchio, decidono di irrompere di notte in casa sua e interrogarlo. La sera, mentre Ricci e Silva si intrufolano in casa, Czanek viene lasciato in macchina nel caso di fuga, finché non inizia a sentire grida e urla provenire dalla casa. Credendo che i complici siano stati eccessivamente brutali nell'estorcere informazioni al vecchio, Czanek si avvia verso la porta di casa, dove invece trova ad attenderlo il vecchio, sogghignante e con occhi gialli luminescenti.
Il giorno successivo vengono trovati sulla spiaggia i corpi squarciati e mutilati dei tre ladri, con segni che fanno presumere l'utilizzo di vecchie sciabole. Mentre la notizia si diffonde in città, il vecchio si mostra indifferente agli avvenimenti e ai pettegolezzi di paese.

## In altre opere
Il personaggio del "terribile vecchio" appare anche ne La casa misteriosa lassù nella nebbia (1926), in una luce più benevola. Qui la sua storia viene leggermente approfondita, e viene detto che la sua dimora in Water Street era già vecchia quando suo nonno era un ragazzo (quindi che la casa debba risalire quantomeno ai primi coloni americani) e viene fatto intuire che l'incredibile longevità del vecchio sia dovuta a fattori soprannaturali, essendoci un'associazione tra la dimora e Nodens, dio celtico del mare e della guarigione.